# 吉田浩一郎
吉田 浩一郎（よしだ こういちろう、1974年11月16日 - ）は日本の実業家、作家。WEBサービス業クラウドワークス創業者、社長兼CEO。一般社団法人新経済連盟理事、環境省COOL CHOICE推進チーム委員。シェアリングエコノミー協会理事。兵庫県神戸市出身。東京学芸大学卒業。

## 経歴
兵庫県神戸市生まれ。大手鉄鋼メーカーで働いていた父を持つ。学生時代は演劇に傾倒した。
六甲学院高等学校を経て、東京学芸大学を卒業後、就職はせず、30人ほどの仲間と半年ほどかけて準備して劇団を立ち上げようとしたが、契約トラブルで200万円の借金を背負って挫折。「契約」を知らなければ仲間に迷惑をかける、やりたいことが出来なくなると考え、社会人に興味をもち、会社に入ることを決意する。
1999年（平成11年）同級生より2年遅れてパイオニアに入社。カーナビの営業マンに配属され、2年目で営業成績1位を記録。外資系のリードエグジビションジャパンに転職して4年半仕事をするうちに、事業に興味を持ち始める。しかし会社のつくり方を知らなかったので、大前研一の起業家養成塾「アタッカー・ビジネススクール」に入塾。元ライブドアの堀江貴文やガンホーの孫泰蔵などIT企業経営者と交流することでインターネットビジネスへの関心を高めた。インターネットビジネスという新しい世界が立ち上がっていることを知り、IT業界に入ることを決意し、学生が起業したドリコムの執行役員として迎えられ、2006年（平成18年）に東証マザーズ上場を経験した。
2007年（平成19年）10月にZOOEEを起業したが、ベトナムでのアパレル事業に失敗。合計13社を創業もしくは経営した後、多様で柔軟な働き方を実現する「クラウドソーシング」に注目し、2011年（平成23年）11月11日にクラウドワークスを創業。クラウドソーシングサービス『クラウドワークス』のサービス開始。
2012年（平成24年）3月「21 世紀のワークスタイルを提供する」をミッションに「地域活性化」「女性の新しい働き方を支援する」「海外展開」の3つのテーマで事業を展開し始める。同年6月「IVS 2012 Spring」Launch Padで優勝、日経ビジネス「日本を救う次世代ベンチャー100」に選出される。
2013年（平成25年）初の著書『世界の働き方を変えよう』（総合法令出版）を出版する。
2014年（平成26年）12月、東証マザーズ上場を果たす。
2015年（平成27年）経済産業省の第1回「日本ベンチャー大賞」ワークスタイル革新賞（審査委員会特別賞）、グッドデザイン・未来づくりデザイン賞を受賞する。同年、本社事務所を恵比寿ガーデンプレイスに移転。
2016年（平成28年）環境省COOL CHOICE推進チーム委員に就任。
現在、一般社団法人新経済連盟理事、シェアリングエコノミー協会理事を務める。

## 人物
- 幼稚園の学芸会で演技を褒められたことで演劇の世界を志そうと思った。小学校では朗読コンクールの学校代表に選ばれ、中高では学園祭の演劇演出を手掛けた。大学時代は演劇の盛んな場所にいたいと東京に上京[13]。劇団活動にのめり込んでて、将来は役者もしくは演劇で食べていきたいと考えていた。しかしある公演を計画していたときに契約とお金のことで手痛い失敗をしたことから社会人として勉強する必要があると思うようになり就職を選択する[5]。
- 東証マザーズに上場セレモニーの際、経営陣の吉田が取引所の鐘を鳴らすのが通例のところ、クラウドワークス利用者5人が鐘を叩いた。吉田からの感謝の気持ちを形に示したかったから。『働くを通して人々に笑顔を』というスローガンを第一に考えたとインタビューで答える[5]。
- こだわりは「学び続け、変革し続ける」[13]
- 趣味はワイン、バレエ鑑賞、ゴルフ、麻雀[13]
- 特技は、寝つきの良さ[13]
- 座右の銘は「志ある者は事竟に成る」[13]
- 心に残る本はジェームズ・C・コリンズ著の「ビジョナリー・カンパニー2 飛躍の法則」[13]
- 尊敬する人は孫正義、三木谷浩史、藤田晋、クロード・モネ、マルセル・デュシャン、勅使川原三郎、寺山修司[13]

## 著書
- 『世界の働き方を変えよう』（総合法令出版、2013年11月21日）　ISBN 978-4862803900
- 『クラウドソーシングでビジネスはこう変わる』（ダイヤモンド社、2014年6月6日）　ISBN 978-4478026496
- 『静かなる革命へのブループリント : この国の未来をつくる7つの対話』（宇野常寛ほか共著、河出書房新社、2014年6月25日）　ISBN 978-4309246611
- 『TOPの「思考回路」』（ゴマブックス、2015年5月29日）　ASIN B00YGLSL4Q
- 『クラウドワーキングで稼ぐ! 時間と場所にとらわれない新しい働き方』（日経BPマーケティング、2015年11月1日）　ISBN 978-4532320386
- 『未来をつくる起業家～日本発スタートアップの失敗と成功21ストーリー』（ケイシー・ウォールほか共著、インプレス、2015年11月13日）　ISBN 9784295401643
- 『起業家のように考える。ゼロからはじめるビジネス成功の方程式～田原総一朗×起業家18人』（田原総一朗ほか共著、プレジデント社、2016年12月17日）　ISBN 978-4833451116
- 『JAPAN TRANSFORMATION : 日本の未来戦略』（三木谷浩史ほか共著、KADOKAWA、2022年6月1日）　ISBN 978-4046057037